# Goldeus harpago
Goldeus harpago är en insektsart som beskrevs av Ribaut 1925. Goldeus harpago ingår i släktet Goldeus och familjen dvärgstritar. Inga underarter finns listade i Catalogue of Life.